# Clastoptera texana
Clastoptera texana is een halfvleugelig insect uit de familie Clastopteridae. De wetenschappelijke naam van deze soort is voor het eerst geldig gepubliceerd in 1929 door Doering.